# Molins de vent fariners de Menorca
Els molins de vent fariners de Menorca són una característica emblemàtica de l'illa. Històricament, aquests molins es van usar per a moldre el gra i produir farina per al consum local. La majoria dels molins de Menorca es troben al nord de l'illa, on hi ha més vents constants. Molts han estat restaurats i es poden visitar avui en dia, i ofereixen una oportunitat única per a conèixer la història i la cultura de Menorca. Alguns molins de vent fariners de Menorca han estat transformats en cases d'estiueig i han esdevingut atraccions turístiques populars. En general, els molins de vent fariners de Menorca són una part important de la identitat de l'illa i es troben entre les seves icones més reconegudes.

## Un apunt d'història econòmica
Menorca, amb poc més de 700 km² de superfície i una població al voltant de 90.000 habitants, comporta, per diverses raons, una entitat ben complexa i definida per a l'anàlisi econòmica: 1) el pes de l'illa major, Mallorca, en l'arxipèlag balear, que distorsiona i, en moltes ocasions, deixa de banda, la potencialitat econòmica menorquina; 2) l'inconvenient espacial que suposa la realitat geogràfica d'una illa; 3) la situació geogràfica de Menorca, pràcticament al centre del Mediterrani occidental, a mig camí de Marsella i Alger i entre Barcelona i el nord d'Àfrica, i 4) les successives influències històriques, en especial les dominacions anglesa, francesa i espanyola, que han estat cabdals a l'hora de fixar uns comportaments particulars en la iniciativa empresarial, el treball i la distribució del benestar.
La insularitat i el decurs de la història han produït una via de creixement específica per Menorca, marcada per les diferents dominacions que ha sofert l'illa (fenicis, romans, àrabs, catalanoaragonesos, anglesos, francesos i espanyols) i, més que cap altra cosa, per la possibilitat de progrés que ha significat per als illencs, la ruptura de la insularitat. Cada cop que Menorca ha estat capaç de rompre el factor insular amb l'aïllament que aquest factor suposa, l'illa ha obert una via a l'enriquiment i a la prosperitat de la seva població.
L'obertura comercial, a partir del segle xviii, va permetre estructurar l'economia menorquina cap a l'exterior i, així, passar de l'autoconsum i l'autosuficiència, a un sistema econòmic obert que, a causa dels esdeveniments històrics, ha alternat amb èpoques d'estancament, de nou aïllament i de retorn a la subsistència. Les èpoques de prosperitat es corresponen amb un fort creixement demogràfic i, al contrari, les èpoques d'estancament comporten una forta emigració per manca de treball. Menorca, dins la història i l'economia d'Espanya, esdevé un cas particular en l'aspecte demogràfic, ja que segueix el cicle modern, com a Europa. Es produeix pel mimetisme enfront de la revolució agrícola que suposa per a l'illa la dominació anglesa. En efecte, la major capacitat agrícola resultant de la racionalització duta a terme pel governador Kane, sobretot amb la decisió de donar la capitalitat de l'illa a Maó en detriment de Ciutadella, per tal d'aprofitar la potencialitat econòmica del port de Maó, va afavorir el comerç blader a tota la Mediterrània, amb la consegüent proliferació dels molins de vent fariners arreu de l'illa (Menorca, amb la seva peculiaritat orogràfica, és una illa exposada a tots els vents) que molien el blat arribat als ports de Maó i Ciutadella des de tota la Mediterrània i, fins i tot, del port d'Odessa, a través del mar Negre i el Bòsfor i que, un cop reduït a farina, es comercialitzava a la Península i a la resta d'Europa.
Lafuente Vanrell ho explica clarament: “[…] Las industrias marítimas se desarrollaron al par de los mayores conocimientos navales que se adquirían; las naves menorquines al amparo del pabellón británico, pudieron frecuentar con toda Seguridad los puertos de la costa de Berbería y traernos de ellos granos, ganados y otras mercancías” […] “ se fundaron muchos Astilleros y se botaron al agua buen número de embarcaciones que, armadas en corso, apresaban y transportaban al Puerto ricos cargamentos.”
El règim administratiu de la primera dominació anglesa suposà l'existència d'una franquícia comercial vinculada al pavelló britànic, que va permetre el lliure comerç de l'illa cap enfora i que va significar, gràcies a la seguretat natural del port de Maó, una més que notable prosperitat econòmica i l'inici del creixement futur de l'illa un cop acabada l'etapa comercial del gra: la indústria de la plata amb la fabricació de bosses i moneders.
El lliure comerç va permetre superar l'estadi de precària subsistència en què es trobava l'economia menorquina abans de la dominació anglesa. La prosperitat de Menorca ha anat sempre lligada a les dominacions estrangeres (anglesa i francesa) i s'ha paralitzat quan l'illa ha estat sota domini espanyol. En relació amb el comerç del blat, de la prosperitat del qual donen testimoni gairebé un centenar de molins de vent en ple funcionament per tota l'illa, la crisi provocada pels pagesos castellans el 1820, culmina la supeditació menorquina als interessos espanyols, que ja s'havia iniciat el 1782 en un curt període de domini espanyol amb l'anul·lació de la franquícia comercial i l'expulsió de grecs i jueus, peces importants en el sector comercial. Aquesta supeditació es va consolidar a partir de 1802 amb la recuperació definitiva de Menorca per part de l'Estat espanyol. A partir d'aquesta data, Espanya aboleix el dret públic i la Universitat menorquina (1802), cedeix a la pressió dels pagesos castellans contra el tracte preferent menorquí en el comerç del gra (1820) i crea la província Balear en la qual inclou Menorca (1833). La decadència de la indústria farinera i el progressiu abandonament dels molins comença en aquest moment, malgrat que alguns d'ells (pocs) varen morir gradualment en aguantar el seu funcionament fins passada la primera meitat del segle xx.
Font bibliogràfica:

## Tipologia
Els molins es poden classificar segons els tipus d'energia aplicada i la transmissió d'aquesta energia.
- Els molins moguts per energia humana:

1. El molí de mà o de vaivé: format per dues pedres o moles, una d'inferior, plana o còncava, que reposa sobre el terra i una de superior mòbil accionada amb les mans amb un moviment de vaivé. és el tipus de molí utilitzat per les comunitats prehistòriques de Menorca.
2. El molí circular o giratori, per dues pedres circulars, la inferior convexa i fixa i la superior còncava i mòbil per mitjà d'una manovella que la fa girar. El gra s'aboca per un forat central obert a la mola superior.

- Els molins moguts per energia animal o mecànica:

1. Molins de sang: dues moles circulars, la inferior fixa i la superior mòbil que gira per la força d'un animal (generalment un èquid (un ase, una somera o un cavall). Aquests molins s'empraven majoritàriament en els "llocs" (cases de camp). El seu rendiment és inferior al d'altres tipus de molins, com el d'aigua o el de vent, però la senzillesa del mecanisme i la facilitat de disposar de la força motriu n'explica la gran utilització a pagès. El mètode de funcionament és senzill: l'animal arrossega o empeny una barra horitzontal (perxa)que fa girar un eix vertical (arbre) a partir del qual la mola superior gira i frega la mola superior per tal de moldre el gra. El conjunt perxa-arbre s'anomena vògit.[3] Existeixen dos tipus de vògits: de transmissió directa, sense jou i de transmissió indirecta, amb jou. El jou pot anar subjectat per sobre de la perxa, per sota de la perxa o bé estar substituït per una peça de ferro que fa la funció de jou.
2. Molins d'aigua: dues moles circulars, la inferior fixa i la superior moguda per la força de l'aigua que, en caure amb força sobre una roda de pales, la fa girar i, a la vegada fa girar la mola superior del molí. Existeixen dues variants: de roda horitzontal o de cup de transmissió directa, i de roda vertical i transmissió indirecta. A Menorca existeixen molins d'aigua de totes dues variants i hom creu que el segon model fou introduït pels àrabs mentre que el primer model era ja conegut en època romana. L'aprofitament de la força de l'aigua implica obres de captació, conducció i emmagatzematge de l'aigua. A Menorca no hi ha rius, per tant, aquests molins només es troben en els torrents o en punts de captació d'aigua subterrània. En absència d'un corrent d'aigua constant, era necessari construir una bassa i calia esperar que la bassa fos plena per poder moldre, fet que dificultava la feina regular del moliner.
3. Molins de vent: l'element més característic dels molins de vent són les antenes que els serveixen per captar l'energia eòlica. L'estructura dels molins de vent està condicionada per la necessitat que les antenes girin, que les veles que hi estan acoblades puguin obrir-se o tancar en funció de la força del vent i que puguin orientar-se en qualsevol direcció. Per poder girar, les antenes se situen damunt d'una torre que ha de tenir una alçada una mica superior al radi de l'antenada. En els molins típics de la Mediterrània, la torre que suporta les antenes és cilíndrica i a la base, ha de tenir un espai lliure per tal de manejar les antenes i col·locar-hi el velam. La força del vent, en fer girar les antenes, acciona dues moles circulars el frec de les quals transforma el gra en farina.
4. Molins de foc: són els més moderns, ja que van començar a funcionar a Menorca durant el segle xix, després de la revolució industrial. L'energia que fa moure les moles és el vapor, per mitjà d'un pistó i un distribuïdor. Per fer funcionar aquests molins, es varen instal·lar motors de vapor de petites embarcacions i la caldera que generava el vapor era alimentada amb fusta. L'avantatge dels molins de foc és que no depenien ni de la força del vent ni del cabal d'aigua, però tenien l'inconvenient que l'energia no era gratuïta com sí que ho era en els altres tipus de molins.

Font bibliogràfica:

## Tipus de molins de vent
A Menorca la diferenciació dels tipus de molins es basa en els edificis, perquè les diferències quant a la maquinària són quasi inexistents. Les màquines conservades totalment o parcialment presenten el mateix grau d'evolució, que suposa un alt grau d'automatització en la regulació de la fricció de les moles i en la pujada del gra, des de la planta baixa fins al pis superior on s'ubiquen les moles. L'única funció no automatitzada és l'orientació de les antenes segons el vent. Tots els molins de vent de l'illa de Menorca corresponen al model mediterrani de torre cilíndrica construïda en pedra, amb les moles situades en la part superior i amb el cucurull mòbil des de l'interior a través dels congrenys i les barres de girar. (En aquest aspecte del sistema de gir i també en el nombre d'antenes, els molins de vent menorquins es diferencien dels molins de la Manxa que tenen quatre antenes mentre que els menorquins en tenen sis i que giren des de l'exterior per mitjà d'una perxa). A Menorca, la torre està construïda en pedra de marès fet que podria ser un element cronològic per a la datació dels molins de vent, perquè, segons sembla, l'ús generalitzat del marès com a element constructiu exclusiu en substitució de la construcció en pedra i morter data del segle xvii i estava plenament consolidada en el segle xviii.
Segons les diferències constructives, es distingeixen tres tipus de molins de vent:
1. Torre exempta: la torre s'asseu directament sobre el terra, que sol estar empedrat per facilitar la feina d'envelar el molí.
2. Torre amb cintell: la torre s'eleva a partir d'un reforç a la base del molí, que pot ser de forma troncocònica o tronco piramidal i que té la funció d'anivellar el terreny i facilitar l'envelat.
3. Torre amb cases: construcció de planta diversa coberta amb voltes, en la qual la torre ocupa una posició central. El terrat pla, enrajolat o entrespolat. serveis d'envelador. És el model més estès a Menorca. Totes les pintures i dibuixos del segle xviii i principis del XIX on apareixen molins pertanyen a aquest tipus.

Font bibliogràfica:

## Parts d'un molí de vent
1. La torre: sol mesurar entre 3,5 m i 5 m de diàmetre i entre 6 i 9 metres d'alçada des del terrat o envelador. Té un portal d'ingrés arran de terra, dos portals sobre el terrat o envelador, un finestró intermedi (inexistent en algunes torres) i 3 o 4 finestrons a la part superior que, a part de servir de ventilació (la farina s'inflama fàcilment), en estar dotats d'una cortineta de tela, informaven el moliner de la direcció del vent, una informació cabdal a l'hora d'orientar les antenes. La torre pot tenir una o dues plantes d'obra i tres de fusta. La darrera planta rep el nom de “pis de ses moles” i les dues anteriors “sostres”. El sostre superior, “sostre de sa farina” és on cau el producte de la molta, en un sac enganxat sota el “farinal”, conducte per on passa la farina des de la “riscla”, caixó circular que envolta les moles. El sostre inferior, “sostre des gra”, és on es guardava el gra abans d'automatitzar-ne la pujada fins al pis de les moles i on el moliner descansava mentre molia de nit. Es puja als pisos per una escala de caragol d'obra que pot ser de fusta en l'últim tram. La part d'obra de la torre acaba amb un anell circular de fusta anomenat “congreny de davall”. Sobre aquest anell reposa el “cucurull”, la coberta de la torre, cònica i mòbil, format per una sèrie de llistons, “xebrons” que en un extrem convergeixen en una peça de fusta,” capirota”, i en l'altra, sobre el “congreny de damunt”, que s'encaixa en el congreny de davall per una escotadura en forma de L. En els primers molins de vent, el cucurull estava folrat de borró o d'espart, però amb el temps es va folrar de “llenya” (fusta) o de zinc. Per tal d'orientar les antenes en direcció contrària al vent, el moliner feia palanca amb un estri de fusta anomenat “barra de girar” que col·locava entre dos perns de ferro situats de manera regular en els congrenys i trava el cucurull a la torre per mitjà d'unes anelles de ferro, “cadenes” que uneixen dos perns, un del congreny de damunt i un del congreny de davall. El sistema giratori del cucurull dels molins de vent de Menorca difereix del dels molins de la Manxa que utilitzaven una perxa situada a l'exterior de la torre.
2. Les cases: El model més freqüent, que integra cases i torre en una sola construcció, presenta generalment una planta quadrangular amb voltes de canó amb mides que oscil·len entre els 8 i els 15 m de costat i els 3 i 4,5 m d'alçada (que pot arribar fins als 6 m si la casa té dues plantes). La coberta exterior és plana per facilitar la feina d'envelat del molí i està sovint enrajolada. Presenta obertures com a qualsevol habitatge i els compartiments funcionals per a cuina, lavabo, cisternes, rampes o escales, contraforts, etc. Els elements decoratius se solen reduir al pintat exterior de la torre i el cucurull amb calç blanca o tenyida amb colorants tipus blauet, òxid de ferro, o almangra. Els cucurulls fets de zinc es pintaven amb faixes de color que alternaven el blanc amb el blau, l'ocre o el vermell. La torre, sobre un fons blanc de calç presentava sovint una faixa de color d'uns dos metres d'alçada a partir del pis del terrat, rematada amb una faixa també de color.
3. La maquinària consta de dues parts fonamentals, la part exterior (aèria) i la part interior.

A la part exterior, la maquinària del molí es projecta cap a l'exterior a través de “l'arbre”, un tronc circular d'alzina o d'una altra fusta dura que travessa tot el cucurull, descansa sobre el congreny de damunt i suporta el pes de tot el velam. La part que sobresurt del cucurull s'anomena “caparrot” i presenta tres forats que el travessen, separats d'un pam l'un de l'altre. En aquests forats s'insereixen tres barres d'alzina o d'ullastre, “antenals” que surten dels dos costats formant sis braços, sobre els quals es fixen les “antenes”, uns pals d'uns 7 metres de llargària i 15 cm de secció. Sobre aquestes antenes es fixa un engraellat format per pals de fusta més prims anomenats “planxes”, col·locats en paral·lel a l'antena, i els “velerons”, que, col·locats en perpendicular, traven entre sí planxes i antena. Les antenes dels molins menorquins acostuma a tenir 5 o 6 planxes i 17 velerons iguals i un de més curt que s'anomena “cornalera”. Sobre aquest engraellat s'estan “la vela”, tela de drap o de cotó que s'utilitzava per captar el vent i fer girar les antenes. Segons que el vent sigui més o menys fort, les antenes es cobrien totalment o parcial. Si la vela cobreix tota l'antena, rep el nom de “plena”, si deixa descoberta mitja antena en diagonal, “esquarterada”, si està enrotllada i lligada a una de les perllongues, “aplegada” i, finalment, si es retira del tot la vela, “desenvelada”. Les veles es lligaven a les antenes per sis punts, quatre extrems i dos centrals, amb unes cordes anomenades “batifions”. A l'extrem del caparrot de l'arbre hi ha encastat un pal de secció cilíndrica de 8 o 9 metres de llarg per 15 cm de diàmetre, anomenat “bou”. A l'extrem del bou es col·loquen dos cèrcols de ferro amb ganxos en els quals es lligava tot el cordat, “cames de bou” i “borines” que donen solidesa al velam i que es completen amb el “rotlo”, una corda de 3cm de gruix que lliga entre sí els extrems de les antenes.
A l'interior, l'arbre s'endinsa en la torre per sobre el congreny de damunt. La part posterior o “coa de s'arbre” acaba en un pivot de ferro, “porro” que s'encaixa en un forat obert en una peça de fusta anomenada “tafarell” que s'estalona en el congreny de damunt a través d'uns “tascons”. Els extrems del tafarell se subjecten a dues barres quadrades de fusta, “guieres”. Tant les guieres com l'arbre descansen sobre una biga robusta que travessa transversalment el congreny de damunt, “el jou”. Un poc abans del punt mitjà de l'arbre hi ha la “roda”, una peça circular de fusta d'uns 2 m de diàmetre i 30 cm de gruix que es fixa a l'arbre per mitjà dels “creuers, dues barres de fusta d'uns 25x 10 cm que travessen l'arbre en perpendicular i s'hi subjecten amb uns tascons anomenats “claus”. La transmissió del moviment de rotació de la roda a les moles es fa per mitjà d'una peça anomenada “llanterna”, situada al mig de la torre. Té uns 70 cm d'alçada i uns 40 cm de diàmetre. Al centre du sis barrerons de llenya espaiats entre si, anomenats “braçols”, entre els quals passen les pintes de la roda i permeten l'engranatge. Les moles són dues peces de pedra d'entre 160 i 180 cm de diàmetre i 30 o 35 cm de gruix. La “mola de damunt” (volandera) és mòbil, i va lligada a l'engranatge. A la part central té un orifici, anomenat “ull” per on cau el gra. La cara interna de la mola de damunt presenta un lleuger rebaix d'uns 50 cm de diàmetre, anomenat “rompent” que serveix per rompre el gra abans que passi a la resta de la superfície, “molent”, on el gra romput esdevindrà farina. Aquesta zona té gravades a la pedra una sèrie d'estries de diversa llargada, que convergeixen en el centre i faciliten la circulació del gra des del centre cap a fora, on cau en forma de farina i al mateix temps eviten que la farina s'acumuli i es cremi a causa del frec. La “mola de davall” resta fixa sobre unes barres, els “jasserons”, col·locades de través sobre les “jàsseres”, dues bigues gruixudes que sostenen el pis superior de la torre. La cara interna de la mola de davall també presenta la superfície solcada d'estries. La pedra de les moles pot ser calcària (moles blanques), que es desgastava aviat i havien de ser repicades sovint. Repicar les moles era una tasca feixuga perquè s'havien de desmuntar la llanterna i la forcada, tombar fent palanca la mola de damunt, picar les dues moles i tornar a muntar-ho tot. Hi havia també moles de pedra volcànica (moles negres o de Barcelona), més resistents, però molien el segó massa fi i era molt difícil poder separar-lo de la farina, i finalment, hi havia les moles franceses, “moles fogueres” fetes de trossos de pedra foguera (pierre meulière) encaixats i lligats entre sí per unes bandes de ferro. Aquestes moles, construïdes a La Ferté sous Jouare, un poble a uns 80 km de París, amb bons jaciments de pedra foguera, va desenvolupar una indústria capdavantera en la fabricació i exportació de moles de molí; eren les més utilitzades pel seu bon rendiment, donat que es desgastaven molt menys que les altres i no s'havien de repicar amb tanta freqüència. El gra cau des d'una caixa de fusta anomenada “tremuja”, una espècie d'embut en forma de tronc de piràmide invertida. De la tremuja, el gra cau lentament al “canalet”, un canal de fusta inclinat que condueix el gra fins a l'ull de la mola. L'extrem del canalet repica en el “tecatec”, part estriada de la forcada, i fa caure el gra a poc a poc dins l'ull de la mola. La mola de davall du fixat un anell de fusta anomenat “congrenyet” sobre el qual descansa la “riscla”, un cèrcol de fusta de 30 cm d'alçada per 2 cm de gruix que envolta les moles i impedeix que la farina caigui a terra. A la part inferior, la riscla té una canaleta, el “farinal” per la qual la farina surt a un conducte de tela anomenat “mànega”. D'aquest, passa a una espècie d'embut de fusta de forma tronco piramidal, el “tremujó”, i, finalment, cau al sac situat al sostre inferior (sostre de sa farina). Quan el sac està ple, es pot tancar o bé estrenyent la mànega o obstruint la tremuja amb un tascó de llenya anomenat “triador”. Amb el pas del temps, els molins varen incloure alguns automatismes, com un regulador de velocitat per mitjà d'una corretja i una barra anomenada “romana” connectades a l'eix de la mola de damunt i, per evitar que el moliner hagués de pujar els sacs de blat sobre l'esquena fins al sostre de ses moles, alguns molins varen instal·lar també a l'interior de la torre, un sistema automàtic d'elevar el gra des del graner fins al pis superior. Aquest mecanisme, anomenat “sínia”, estava format per una canonada de fusta de secció quadrada, per dins la qual corria una cinta amb uns caixonets, que, fixada a la paret de la torre i connectada per mitjà d'una corretja a l'eix de la mola de damunt, arreplegava el gra del graner i el pujava fins al sostre superior (sostre de ses moles).
Font bibliogràfica:

## L'ofici de moliner
L'ofici de Moliner requeria uns coneixements molt profunds del funcionament del molí que només s'assolien a base de pràctica i experiència. Era una feina feixuga, que no tenia horari, ja que només es podia treballar quan hi havia prou vent, tant si era de dia com de nit. Quan es molia de nit, el moliner es quedava a dormir en el sostre de la farina, atent a qualsevol canvi en la força o en la direcció del vent. Saber reaccionar a un canvi brusc de vent era fonamental, no només perquè l'estructura de les antenes es podia malmetre, sinó també perquè, com més fort bufava el vent, més les antenes giraven de pressa i la molta es podia perdre en cremar-se la farina. El moliner havia d'estar amatent a qualsevol remor que signifiqués un canvi. Havia de vigilar els finestrons del pis de les moles per saber la direcció del vent i controlar la quantitat de drap que portava el velam. Calia no descuidar l'engreixinat dels molts punts de fricció de la maquinària i del cordam, perquè un frec excessiu podia suposar el trencament d'una peça. També havia de saber quan calia repicar les moles, ja que la qualitat de la molta i el rendiment del molí en depenien. El moliner arribava a dominar l'ofici després de més d'un fracàs i els seus guanys eren modestos: o bé rebia una part de la farina molta o bé cobrava un sou molt minso per la seva feina.
Font bibliogràfica:

## Cens dels molins de vent de Menorca
La referència més antiga coneguda fins ara sobre els molins de vent a Menorca data de l'any 1290 i es troba en un acta de repartiment de les propietats dels musulmans vençuts en la conquesta de l'illa per Alfons III. Una de les propietats cedides fa partió amb un molí de vent prop de Maó. La segona referència coneguda ja és del segle xvi, quan, després de l'assalt turc a Ciutadella, es demana permís per construir un molí de vent prop d'aquesta ciutat. Durant el segle xviii les referències als molins de vent són molt nombroses i també ho són les referències a la importació de moles de molí, fet que porta a pensar que el creixement demogràfic, la presència de nombroses guarnicions militars i la possibilitat de practicar el lliure comerç, van motivar la construcció de molins de vent fariners. Durant el segle xix, nombrosos historiadors locals, com Pere Riudavets o Rafael Oleo, citen sovint els molins, però és en l'obra “Die Insel Menorca” de l'arxiduc Lluís Salvador d'Àustria, publicada a Viena l'any 1890, que hi trobem més informació: cens de molins i moliners, salaris, quarteres de blat moltes per anys, etc. Segons aquest primer cens, a Menorca funcionaven 48 molins dels quals 2 eren de foc, 7 d'aigua i els restants 39 de vent. D'aquests darrers n'hi havia 10 a Maó, 10 a Ciutadella, 8 a Alaior, 3 a Sant Lluís, 2 a es Castell i a es Mercadal i 1 al Migjorn, Ferreries, Fornells i Sant Climent. En el cens laboral de 1887 constaven 69 moliners (de qualsevol mena de molí). Segons explica Deseado Mercadal en un quadernet de la sèrie “Panorama Balear” publicat el 1981, a principis del segle xix existien a Menorca almenys 70 molins de vent: 34 a Maó, 12 a Ciutadella, 8 a Alaior, 5 a es Castell, 4 a es Mercadal, 3 a es Migjorn, 2 a Ferreries i 1 a Fornells i a Sant Climent. A partir de principis del segle xx, totes les referències coincideixen en la progressiva desaparició dels molins fariners. Francesc de Borja Moll publica, l'any 1928, en la “Página Menorquina” del diari local “El Bien Público” un article amb el títol: “¡Salvemos los viejos molinos!" i el mateix any 1928, Lorenzo Lafuente Vanrell va publicar en “La Vanguardia” un article de denúncia sobre l'estat d'abandó en què es trobaven els molins de vent i demanava que, almenys, se'n conservés un com a testimoni etnogràfic d'una activitat professional del passat. L'article de Lorenzo Vanrell va ser també publicat l'any 1930 en “El Bien Público”, el mateix diari en el qual Antoni Orfila Pons (Fila Or) també va publicar, l'any 1930, la seva sèrie d'articles sobre molins, en els quals alertava del seu estat d'abandó. Segons aquest autor, en aquell moment només funcionaven a Menorca sis molins de vent repartits per tota l'illa: El molí de ses Roques Llises a Ciutadella, el molí d'en Mascaró a Alaior, el molí de la Miranda a Maó i els tres molins de Sant Lluís (el molí de Dalt, el molí d'en Mig i el molí de Baix). Durant els anys de la Guerra Civil Espanyola i de la postguerra l'activitat dels molins es revifà a causa de la precarietat de combustible, però, a partir dels anys cinquanta del segle xx, l'activitat dels molins de vent fariners a Menorca acabà definitivament. En els anys noranta del segle xx, el molí de Dalt de Sant Lluís i el molí d'es Compte de Ciutadella van ser completament restaurats, maquinària inclosa i avui són els únics testimonis en condicions d'una activitat econòmica que va portar riquesa a l'illa i de l'enginy humà per captar l'energia eòlica.
Fonts bibliogràfiques:

## Lèxic específic de les peces principals d'un molí de vent

### Fàbrica
Capirota: Peça de fusta redonenca que va col·locada a l'extrem superior del capell del molí de vent, i a la qual se subjecten els xabrons.
Caracull: És la capulla o part cònica superior de la torre del molí de vent.
Cintell: Plataforma de poca alçada que envolta la torre del molí de vent, i que és allà on el moliner es posa per envelar el molí.
Torre: Construcció cilíndrica, més alta que ampla que suporta les antenes i a l'interior de la qual es troba la maquinària.
Xabrons: cadascun dels barrerons de fusta que formen les parets del Caracull.

### Maquinària

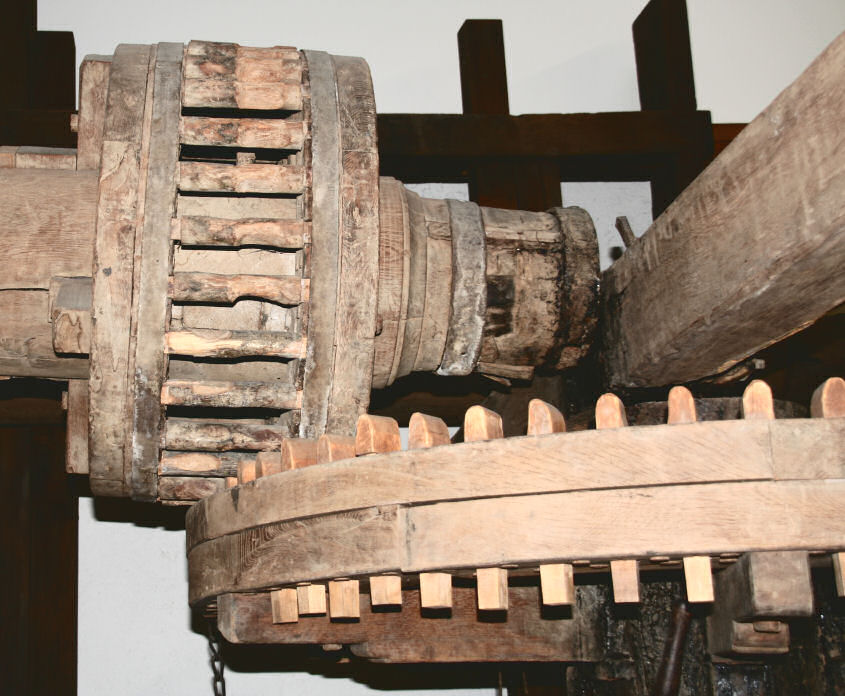
Engranatge de llanterna. Arbres perpendiculars

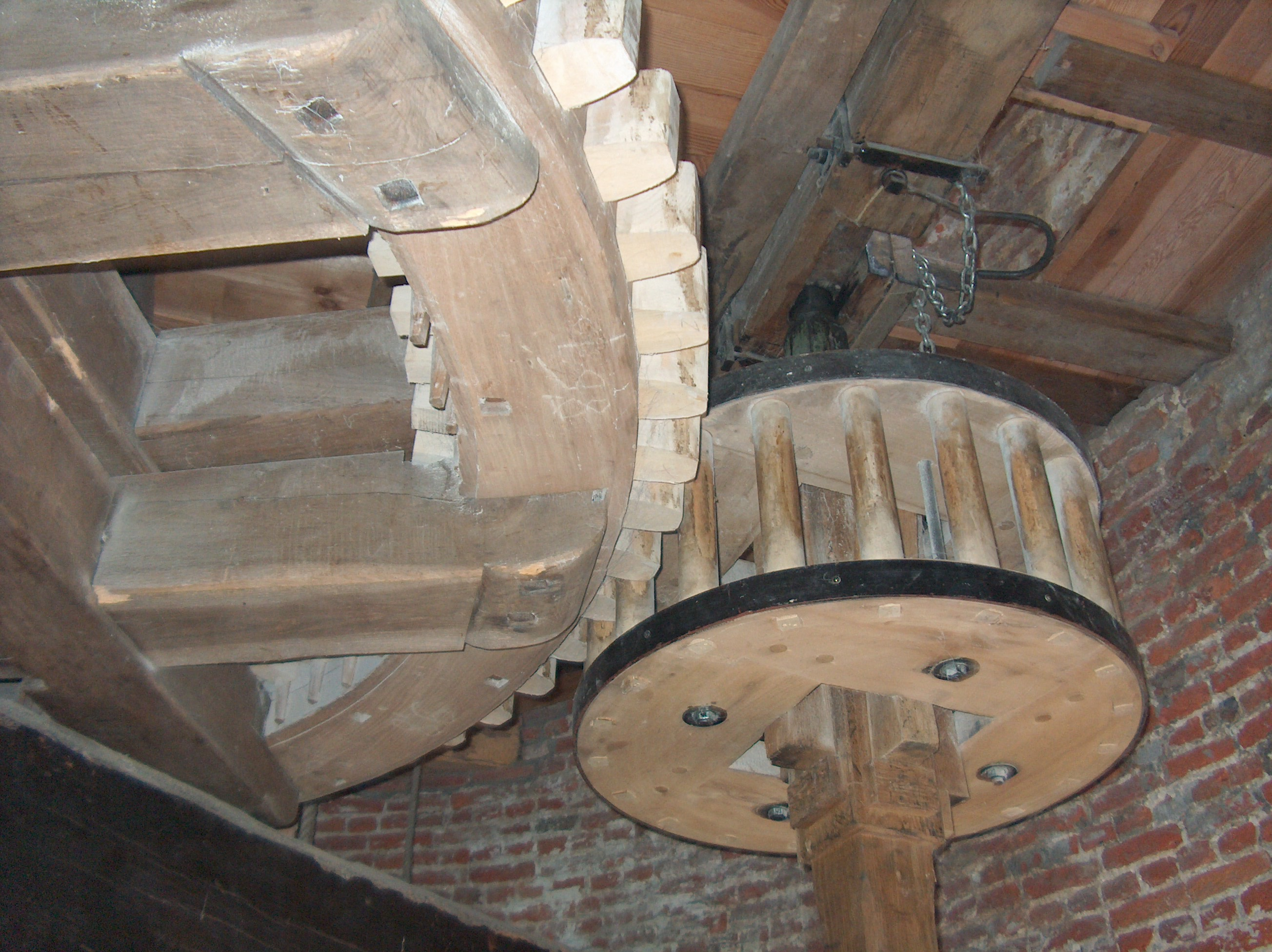
Engranatge de llanterna. Arbres paral·lels

Arbre: Gran barra de fusta de 4 0 5 metres de llargària, que balla dins els congrenys, travessa la torre servint d'eix a la roda de les pintes i surt a l'exterior, on sosté tot el ramell.
Cadenes: Són unes baules llargues que agafen els perns per travar i subjectar el molí per posar-lo fort i segur.
Canalet: Conducte de fusta que està posat damunt la mola del molí, i que és per allà on passa el gra de la tremuja a l'ull de la mola.
COA DE S'ARBRE: Part més prima de l'arbre que gira dins del tafarell.
Coll de s'arbre: Tros rebaixat o aprimat de l'arbre ran del caparrot que és la part que descansa damunt dels congrenys.
Congreny: Cadascun dels dos grans cèrcols de fusta forta, del mateix diàmetre interior que la torre del molí de vent, que van col·locats damunt la paret d'aquesta, superposats i articulats per a facilitar l'operació de girar el molí.
Congrenyet: Cèrcol de fusta que envolta la mola i damunt el qual descansa la riscla.
Estrebador: barra de fusta que va apuntalada entre els congrenys i el jou del molí de vent.
Farinal: Forat o canaleta que hi ha a un costat de la riscla del molí, per on cau la farina de les moles dins la tremuja o dins el sac.
Guiera: Jàssera de fusta que va encastada en els congrenys del molí de vent i descansa damunt el jou.
Jàssera: Biga grossa, col·locada horitzontalment per a sostenir altres bigues o peces de construcció feixugues.
Jasseró: cadascuna de les peces de fusta de secció quadrangular sobre les que descansa la mola de davall.
Jou: Biga gruixada, quadrangular, horitzontalment dins la qual balla el fusell de la llanterna del molí de vent.
Llanterna: Roda de diàmetre relativament curt, formada per dos discs o cossos cilíndrics paral·lels units per llurs circumferències amb barrons o braçols amb els quals engranen les dents o pintes d'una roda major.
Moles: Cadascuna de les dues pedres de forma circular que componen el molí ordinari, una de les quals (mola de damunt) es fa rodar damunt l'altre que es fixa (mola de davall).
Perns: Són uns claus grossos de ferro que van dins els forats que hi ha en els congrenys i en el cèrcol del caracull.
Pintes: Cadascuna de les dents de la roda que engranen amb els braçols de la llanterna.
Riscla: Peça de fusta flexible que, doblegada fins a unir-se els dos extrems, constitueix un cercle que serveix de caixa a les moles del molí fariner per evitar que la farina s'escampi pels costats.
Roda: Està tota plena de dents que es diuen pintes i travessa l'arbre i a ell hi està subjecte mitjançant d'uns travessos que es diuen guieres.
Sínia: Canó cairat, vertical, de fusta, amb uns caixonets a dintre que pugen el gra a les moles i la fan anar dins el torn.
Tafarell: Jàssera reforçada dins la qual va ficat el porro de l'arbre en el molí de vent.
Tecatec: Part inferior de la forcada amb arestes verticals per sacsejar el canalet i fer caure el gra.
Tramuja: Caixa en forma de tronc de piràmide o de con truncat invertits, dins la qual s'aboquen materials que s'han de moldre, i que per l'obertura inferior de la caixa passen a les moles.

### Vela i velam
Antena: Emperxat per sostenir una vela de molí de vent. Es compon de quatre o sis perxes llargues (ses perllongues), quasi paral·leles i formant un sol pla, travessades per moltes barres curtes (es valerons) i separades la meitat a cada banda per una biga més gruixada i més llarga (que es diu també s'antena), que va subjecta amb tres perns a l'antenal i és la peça de sosteniment de tota l'antena i de sa vela.
Antenals: Són tres trossos que travessen el cap de l'arbre, que surt defora del caracull, convertint-se en sis caps, a on s'hi claven les antenes.
Batafions: Són sis cordelles per fermar la vela de l'antena quan aquesta està estesa.
Borines: Són onze cordes primes que venen d'uns anells de davall ses cames de bou i van fermades a l'antena per subjectar-la.
Bou: Pal llarg, de llargària variable entre 25 i 45 pams segons la grossària del molí de vent, que per un extrem va ficat dins el caparrot de l'arbre i en l'altre té dos cèrcols amb ganxos en els quals se subjecten els cabrestres i les borines.
Cabreste: Corda que uneix el bou del molí de vent amb el cap de cada antena.
Cames de bou: Són totes les cordes que des del cap prim des bou van a les antenes.
Entolladura: Efecte que resulta de l'entollament de les dues parts de la vela, per una part s'anomena estacada i per l'altre tros de baix.
Planxes: Són els dos llistons o fires a on van clavats els valerons, acabant així l'antena.
Rotlo: Corda gruixada que fermat al cap de baix de les antenes les volta i es clou amb un passol fent així un rotlo.
Vela: tela de drap o de cotó, de suficient amplada i llargada per estendre's de cap a cap d'antena del molí de vent i servir de receptor de la impulsió d'aquest per a fer rodar el molí.
Vela aplegada: Quan la tela està totalment enrotllada sobre l'antena.
Vela cornalera: El veleró del molí devent més curt de tots, que només travessa les perllongues davanteres de l'antena i ocupa el lloc més pròxim a l'antenal.
Vela desenvelada: Aplegar les veles d'un molí de vent enrotllant-les damunt l'antena.
Vela escapçada: Quan la tela deixa al descobert els dos extrems de l'antena.
Vela escoada: Quan la tela deixa al descobert un extrem de l'antena.
Vela esquarterada: Quan la tela cobreix la meitat de l'antena en diagonal.
Vela plena: Quan l'antena cobreix tota l'extensió de l'antena.
Velerons: Són 18 garrots d'ullastre, com a politxons que travessen fent creu a l'antena.
Font bibliogràfica

## Selecció de textos
A continuació hem conservat l'ortografia dels textos originals escrits en "pla", nom de la variant dialectològica que es parla encara avui a Menorca.
Text sobre el molí de vent des Migjorn. Autor: Ramon Fayes, 10 anys, alumne de l'Escola Pública de Mitjorn Gran, publicat al quinzenari independent Llum nova, núm. 18 (1 de març de 1913).

Els molins
| « | "As Mitjorn tenim un molí a s'entrada des poble i me'l som mirat moltes vegades perque m'agrada veurel moldre. D'estiu, que fa poc vent, no sol moldre gaire, per assó trob que son mellors es molins d'aigu o de foc perque tant en s'estiu com en s'hivern sempre molen, (si tenen blat). Es molt agradosa sa vida des Moliner. Te un aset i n'hi ha que menen un carret i de bon demati ja passen pes carrés arreplegant es blat que lis donen pe ses cases i el duen a n'es molí. Aquet te una tramuja, en ella es Moliner hei tira es blat abaix hi ha una gran mola de pedra viva qui roda molt de veres i tant com el blat hi cau, ella l'esclafa per un furat surt sa ferina i es moliné torna a voltar el poble amb s'ase o es carret per repartirla per ses cases. Es molí d'aigu es mes pulit que's de vent perque te Canals i per elles hi corra s'aigu, i ¡hu es alegre veurela com passa tant de veres! Es un molí molt hermós, pero es de foc deu ser encara mes pulit pero no puc dir com está perque no n'he vist cap mai. ¡Benhaja es moli!" | » |

Text sobre els molins de vent. Autor: Salvador Vidal. Publicat a la “Plana literària” del quinzenari independent Llum nova, núm. 27 (19 de juliol de 1913).
Els Molins de Vent
| « | "Se conserven tal com altre temps. Aquesta antiga industria encara viu, esperant la mort que li han d'ocasionar prest o tard les complicades màquines de vapor. Llevau a les viles els molins de vent i llevaren bona part de la seva poesía. Ells representen una época: els molins de foc una altra; quan aquets darrés hagen sustituit an els primers será un contrasentit s'adagi qui diu ”no hi ha temps que no torni”. Si qualca dia desapareixen ses entenes d'aquesta casta de molins, els cantorns dels pobles perdran el seu carácter, part de sa bellesa i fins i tot sa vida propia qu'apar que tenguen: si arriben a quedar les seves torres totes-soles i abandonades, semblará que sa pena ha trionfat damunt s'alegria dels pasatges posant un circol de tristor a les viles i llogarrets. Ran del meu poble, damunt la cresta d'un putxet anomanat dels molins de sa Taringa, n'hi ha una partida que casi se toquen; un sent els cruixits o gemecs de s'altre i tots volten i trabaien amb una vegada com si s'haguessin pactats per fer feina el temps d'una escarada. Si pegan una mirada an aquell puig veureu la verdor sempre duradera de les figues de moro, la blancor de les entenes dels molins que ressalten damunt un cel blau i sentireu an es vostro cor com a desitj de viure en aquell paisatje. [...] Si observau els molins quan un dia de temporal una ventada desfeta intenta ferlos trossos, veureu que remenen els brassos aviat, desesperats com si tratasin de gonyar an el temps. Miraulos llavor un dia de bon Sol, quant sa calma es completa, i los trobareu aturats, quiets, com si descansasin d'un trabai penós. En les nits tranquiles, mentres la lluna envía sa llum de plata damunt les seves caraputxes, les podeu contemplar sensa el seu vestit blanc, que apar que dormin, mostrant allergades les seves ales seques i descarnades com s'osamenta d'un mort. Dalt els molis hi sol haver una creu en señal de cristiandat: aquestes creuetes senten baix d'elles la remor sorda i estranya de ses moles de pedra de la mateixa menera que va sentir el renou de les entranyes de la terra la Creu del Calvari. Quantes vegades he comparat el moli a la vida humana! Com ell l'homo trabaia, passa penes, dorm, lluita, está en perill: alguns dies dona voltes damunt la roda de la Fortuna i altres amb un buf tot se'n va per avall; quant fa bon temps l'homo se sent amb ganes de trabaiar, mes els dies de temporal, torna petit davant la grandiositat del poder suprem i no fa res. Els molins encara que no tinguin vida, pareixen ser vivents; quan vengui el dia de la seva mort, aquest cel tan blau i transparent será ennegrit per la fumassa de les grans fabriques i la blancor de ses entenes s'haurá canviada per la negror del fum de les xemaneies que s'escampará per l'espai en senyal de dol dels recorts que ja moriren per a sempre." | » |

Alguns fragments dels textos sobre els molins de Menorca que Antoni Orfila Pons, rector de Sant Lluís, va escriure amb el pseudònim Fila Or, en la “Página Menorquina”, secció “Coses de la Terra”, del diari El Bien Público de Maó, l'any 1930:
| « | "[…] A n'es Molins els i passa, lo que passa a totes ses alters coses qui tenen gust o diven releció de vida amb el temps vei, que se vida moderna en tots es seus avensos, ho tira darrere. Se vista d'un Molí de vent, molguent vela estesa, que seria una de ses coses qui mes cridaria s'atenció a nes turistas visitants. No hei ha cap dupta que és així, perque hem tingut ocasió de veureu, com han quedat mirant i esgleats es forasters devant d'un molí molguent. A Menorca, recordam un escrit del señor Lafuente, allà per s'Agost del 28, i s'entristia de veure que tants i tants de molins blancs, grossos, airosos i ben fets, com hei havia, van caiguent-lis es brassos, ses espatles, es caracull, fins a morí desfent-lis ses Torres. A Menorca, fa uns cent anys, es Molins de vent, poriem di qu'eren, es guardians des pobles, puis tots s'alsaven per es seus defores i es croixits que fean ses seves màquinas i se renou de ses veles qui ferian o cartatjaven ses entenas, era una renou de feina, de treball, qui donave idea de sa vida i activitat que hi havia [...]" "Segons els datos que tenim, recollits i donats per un Moliner d'ofici que n'ha fet total lavida, no hi ha més molins que vagin que un a Ciutadella, Li diuen es Molí des Cavallitos, i està a dalt ses rocas llises, a nes camí de San Joan [...]. Ja no se'n veu cap mes de molí en marxa fins a Alaó, aont n'hi ha un, a nes camí de Llucasaldent, de modern, fet de tres o quatre anys i li diuen es Molí d'En Mascaró. Ahont se'n trova un alre que mol, es a Mahó, es Molí de la Miranda qui es Moliner en Xec des Molí des Pla, Benet Seguí. Es seu teat es d'un molí molt airos, ben fet, amb un parral a nes pati, qui'l fa mes guapo encara." "Despés ve, a Sant Lluis, qui tres en tenia fa 150 anys i tres n'hi ha encare qui molen i fan farina i que es una de ses coses qui li dona aire de poble polit i pintoresc, cridant s'atenció des pocs visitants forasters qui'l van a veure. A n'es primé li donam es nom de Molli de dalt (Fa uns dos mesos sortí retratat a sa Fua artística de fotografies que publica La Vanguardia de Barcelona); a n'es segón, Moli d'en mitx i a n'es tercé, Moli de baix. Així puis, sis son, en total, es Molins de Vent, qui van, en tota Menorca." "Tanta va esser s'importancia que arribaren a tenir es molins de vent dins Menorca, que sa nostra parla d'ells i de ses seves coses han aprés certs modismes que encare usam cada dia: - Tot es die me fan moldre; ho diu aquell qui are l'envian aquí, are allá sensa deixarli posar un minut es cul en terra; sempre anant i venint sensa porer estar en sussec; (ho sol dir un homo o dona gran qui está a una casa qui fa missatges). - Aquet me ferá moldre sensa molí; ho diuen d'un fiet qui sempre demana coses; que mai está content amb lo que te, en lo que li donan, i demana lo que no té. - Mo he gonyat a force de picá molí; ho diu aquell qui si te res avensat, sap com ho ha fet, fent feina i passant pena un die i un altre die. Y assó ve de que es moliners, després d'haver fet molta feina molguent, es primé die que no bufa, l'aprofitan per picar ses moles. És una feina cansada i adamé perillosa per la vista, perque el pic fa alsar estelletas petites, com de vidre i espires de foc, i per assó duen une ueras qui tapan els ulls de per tots costats, per guardar se vista.—Deu me'n guard—me dea un moliné,-- que una estelleta mos farigues se nineta de s'ull, mo la tearia i no hi veurian mai mes." | » |

## Galeria d'imatges
| Molí | Localització            | Imatge |
| --- | ----------------------- | ------ |
| Molí d'en Benet Seguí i na Catalina Bonet                                                                                  | Camí Guixó, núm. 9, Maó |        |
| Regulador de velocitat i mànega per omplir els sacs de farina                                                              |                         |        |
| Detall engranatge roda i llanterna                                                                                         |                         |        |
| Restes del molí del camí de Maó a Es Castell                                                                               | Es Castell              |        |
| Molí des Comte restaurat a final del s. XX                                                                                 | Ciutadella              |        |
| Molí de Dalt | Sant Lluís              |        |
| Detall de la placa de la mola del molí de Dalt de Sant Lluís, que fa menció del fabricant a La Ferté sous Jouarre (França) | Sant Lluís              |        |
| Sistema de tres peces per introduir el gra a l'ull de la mola                                                              |                         |        |